# 魯楷
魯楷（？—？），號柏齋。中國清朝官員，本籍中國浙江。
1765年（乾隆三十年）10月，任泉州府知府。1766年（乾隆31年）接替徐德峻，於台灣擔任台灣府海防補盜同知。品等為正五品的該官職隸屬於台灣府，主管船政治安業務，相當於副知府。
同年，台灣府海防補盜同知改制更名為台灣府海防兼南路理番同知，所轄事務增加了南台灣之台灣原住民行政。